# Geo Dorival
Pour les articles homonymes, voir Georges Dorival et Dorival.
Géo Dorival (1879-1968) est un affichiste, dessinateur, graphiste et artiste peintre français.

## Biographie
Issu d'un milieu parisien aisé, Justin Marie Georges Dominique Dorival entre aux Arts décoratifs. Il a pour maîtres Charles Rouillard (1862-1924) et Charles Lameire. Il expose sous le nom de « Géo Dorival » au Salon des artistes français en 1905 un projet de diplôme du Syndicat des agriculteurs de France ; son adresse est mentionnée au 20 avenue de Wagram.
Associé à Marc Bordry, au sein d'un atelier appelé « Geo Dorival Bordry », il produit une suite de peintures sur verre destinée à un théâtre d'ombre pour Aucassin et Nicolette de Paul Le Flem (1910), puis des motifs de couvertures pour l'éditeur parisien Louis-Michaud (Paris). Graphiste accompli, il illustre également la revue Les Dessous élégants, Le Monde artiste (couverture, 1909) et le magazine Nos loisirs.
À partir des années 1910, il produit également de nombreuses affiches pour les compagnies de chemins de fer, les syndicats d'initiative, les compagnies de navigation et le thermalisme.
En 1917 il épouse Marie-Thérèse Chantel, fille de Charles Chantel, directeur de L'Art et la mode,. Cette revue de 32 pages sur grand in-quarto avait été créée par Ernest Hoschedé en 1880 ; Dorival y collabore régulièrement, puis il en prend la direction.
Il est l'oncle du conservateur et critique d'art Bernard Dorival.

## Œuvre

### Affiches

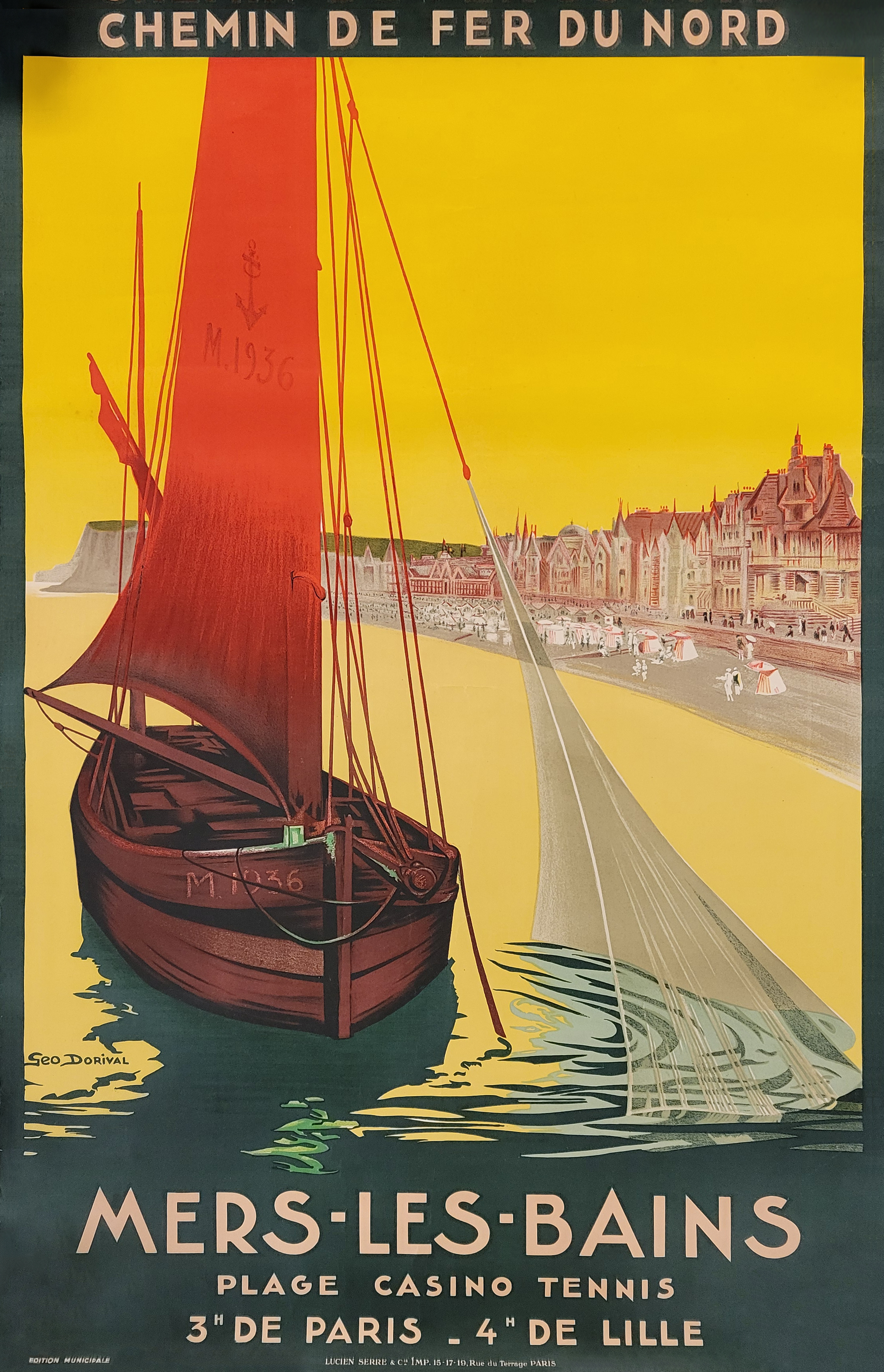
Affiche de promotion de la station balnéaire de Mers-les-Bains réalisée en 1911, rééditée en 1936, par le peintre Géo Dorival.

- Étretat, golfeur sur la falaise, 1910[9]
- Chemin de fer d'Orléans. Auvergne, 1911[10]
- Chemins de fer de l’État et des Côtes-du-Nord, 1911
- Chemins de fer du Nord, Mers-les-Bains, Plage, Casino, Tennis, 1911, 1936
- Grand Concours de l'Union des sociétés de tir de France, 1911[11]
- 4e exposition de la locomotion aérienne[12], 1912[13],[14]
- Lire dans Le Matin « Chéri-Bibi par Gaston Leroux », 1913, Bibliothèque nationale de France, département des estampes et de la photographie[15]
- Château d'Amboise, 1913[16]
- Lotissement de la Prairie des Guerriers à Trouville, 1913, avec Eugène-Maurice Vincent[17],[18]
- Granville, le Monaco du nord, 1914[19]
- Matinée de Gala - Théâtre Sarah-Bernhardt, 1915, Imprimerie Cornille et Serre, Paris, Imperial War Museum[20]
- Croix-Rouge Française - Vente de Guerre, 1916, par Georges Louis Capon et Georges Dorival, Imprimerie Cornille et Serre, Croix-Rouge française, Union des femmes de France, Imperial War Museum[21]
- Association Générale des Mutilés de la Guerre, affiche 1916, par Georges Louis Capon et Georges Dorival, Biblioteca Nacional de Portugal[22]
- Gala de musique roumaine et de musique classique au bénéfice des prisonniers et œuvres de guerre de Sa Majesté la reine de Roumanie au Théâtre du Châtelet, 1917, Bibliothèque historique de la Ville de Paris[23].
- Les Foyers du Soldat - Union Franco-Américaine. Y.M.C.A., affiche 1918, Bibliothèque du Congrès[24]
- Il faut vaincre la tuberculose comme le plus malfaisants des reptiles, 1918, par Georges Louis Capon et Georges Dorival, University of Illinois at Urbana Champaign[25],[26]
- L'autre péril. Ne nous endormons pas sur nos lauriers, la tuberculose nous menace, il faut la vaincre, affiche 1918, Bibliothèque du Congrès[27]
- La Cote d'Azur. Èze et Le Cap Ferrat, 1919[28]
- Chemins de fer Paris-Lyon-Méditerranée, Rome, par la voie du Mont-Cenis, ca 1920
- Mers-les-Bains, non datée, ca 1920[29]
- Le Mont-Blanc et l'Aiguille de Bionnassay, projet d'Affiche reproduit au pochoir, 1925, NYPL Digital Gallery[30]
- Vers le Mont Blanc, Triptyque de 3 affiches sur le Mont-Blanc, 1928[31],[32]

### Autres travaux graphiques
- [partition] La Roussalka, légende russe, poème de E. Adenis et F. Beissier, musique du prix de Rome Jules Mazellier, Atelier Geo Dorival Bordry, 1909[33]
- Illustration de la couverture de l'édition de La Jeunesse de la Grande Catherine, chez Louis-Michaud éditeur, [1910].
- Illustration de la couverture de la réédition de Fumeurs d'opium de Jules Boissière chez Louis-Michaud éditeur, [1911][34]
- La Divorcée, opérette en trois actes de Victor Léon, adaptation française de Maurice Vacaire, musique de Léo Fall, Partition complète pour chant et piano, Paris, Max Eschig 1911, couverture illustrée par Géo Dorival, Bibliothèque royale de Belgique[35]
- Théâtre Apollo, Le Comte de Luxembourg (Der Graf von Luxemburg), opérette de Franz Lehár, Max Eschig éditeur, 1912[36]
- Illustration des actions émises par la Société immobilière et thermale de Saint-Gervais-les-Bains en 1925[37]